# 托里-因萨比纳
托里-因萨比纳（義大利語：Torri in Sabina），是意大利列蒂省的一个市镇。总面积26.15平方公里，人口1305人，人口密度49.9人/平方公里（2009年）。ISTAT代码为057070。